# Фудзісава (Канаґава)

35°20′21″ пн. ш. 139°29′29″ сх. д. / 35.33917° пн. ш. 139.49139° сх. д.
Фудзіса́ва (яп. 藤沢市, ふじさわし, МФА: [ɸud͡ʑisawa ɕi̥]) — місто в Японії, в префектурі Канаґава.

## Короткі відомості
Розташоване в південній частині префектури, на березі Саґамської затоки. Виникло на основі прихрамового містечка біля монастиря Юґьодзі та постоялого містечка раннього нового часу на Східноморському шляху. Складова Токійсько-Йокогомаського промислового району. Основою економіки є автомобілебудування, комерція. В районах Катасе, Еносіма та Куґенума розташовані пляжі та розважальні парки. Станом на 1 квітня 2009 площа міста становила 69,51 км². Станом на 1 липня 2011 населення міста становило 412 999 осіб.

## Міста-побратими
- Маямі-Біч, США (1959)
- Мацумото, Японія (1961)
- Куньмін, КНР (1981)
- Віндзор, Канада (1987)
- Порьон, Південна Корея (2002)